# Зоряний шлях: Ентерпрайз
«Зоряний шлях: Ентерпрайз» (англ. Star Trek: Enterprise) — науково-фантастичний телевізійний серіал, створений Ріком Берманом і Бренном Брагою. Є шостим телевізійним серіалом (включаючи анімаційний) епопеї «Зоряний шлях».
«Зоряний шлях: Ентерпрайз» є приквелом для інших фільмів та серіалів епопеї. Події цього серіалу починають розгортатися у 2151 році, за сто років до подій «Оригінального серіалу», описуючи події до формування Об'єднаної Федерації Планет та перші кроки людей у міжзоряних подорожах. Зореліт «Ентерпрайз» (англ. Enterprise NX-01) під командуванням капітана Джонатана Арчера — новий, найдосконаліший зореліт флоту, оснащений найшвидшим двигуном «Варп-5», стає першим посланцем людства в «далекому космосі». Його команді належить зробити безліч наукових відкриттів, вступити в контакт з невідомими цивілізаціями, врятувати Землю від загибелі і покласти початок Федерації.
Пілотна серія «Ентерпрайза» — «Розірване коло» (англ. Broken Bow) — вийшла на екрани 26 вересня 2001. Останній епізод — «Ці подорожі …» (англ. These Are the Voyages ...) — був показаний 13 травня 2005.
Перші серії «Ентерпрайза» отримали високий рейтинг, який, втім, стрімко впав ще до кінця першого сезону, і лише масова підтримка фанатів дозволила вийти на екран другому і третьому сезону. До четвертого сезону його продюсерів, Ріка Бермана і Бреннона Брагу, змінив Менні Кото. Саме знятий ним четвертий сезон, за словами фанатів і критиків, «розкрив весь потенціал» серіалу. Втім, рейтинг продовжив падіння, і в 2005 студія Paramount зняла серіал з ефіру.

## Сюжет

### Перший сезон
Людство вже майже століття як здійснило свій перший контакт з вулканцями і освоїло космічні польоти з надсвітловою швидкістю. Проте вулканці досі не вважають людей досить розвиненими морально, щоб відвідувати далекі світи. На Землі 2151-го року опиняється кур'єр клінгонів з таємною інформацією, повернути його додому вулканці доручають екіпажеві новітнього зорельота «Ентерпрайз NX-01». До його капітана Джонатана Арчера приставляють задля нагляду вулканку Т'Пол. Політ «Ентерпрайза» стає найдальшою подорожжю людей і здійснює давню мрію вийти в далекий космос.
Дорогою з'ясовується, що вулканці приховують причетність до інциденту сулібанів, якими в свою чергу маніпулює якась істота з «часової холодної війни». «Ентерпрайз» доставляє клінгона додому, після чого отримує від командування Зоряного Флоту нові завдання з дослідження планет і космічних явищ, випробування нових технологій, налаштування дипломатичних стосунків і рятувальних місій. Люди знайомляться з андоріанами, ференгі та різними дрібними й не завжди дружніми цивілізаціями. Також вони розкривають таємницю зникнення зв'язку з Терра Новою — першою позаземною колонією землян.
Арчер розкриває, що один з його команди, Деніелс, насправді прибулець з майбутнього. Той розшукує сулібана Сіліка й розповідає про боротьбу кількох фракцій майбутнього за вплив на історію. Після низки місій Сіліка Арчер та Деніелс переносяться у 3000-і роки, як наслідок зникнувши з оригінальної історії. Вони опиняються на спустошеній Землі, що ніколи не входила до Федерації.

### Другий сезон
Капітан змушує Сіліка мимоволі повернути його в XXII сторіччя, завадивши цим провалу місії «Ентерпрайза» та зникненню Федерації з історії. Т'Пол розповідає про її предків, що бували на Землі в XX столітті. Екіпаж досліджує нові явища і цивілізації та встряє у конфлікт вулканців з андоріанами за території.
«Ентерпрайз» знаходить зонд з майбутнього, на який полюють сулібани та толіани. Це приводить до відкриття, що люди й вулканці можуть мати спільне потомство. Вирішивши серію конфліктів з іншими цивілізаціями, люди знаходять в Антарктиді залишки сфери борґів (події фільму «Зоряний шлях: Перший контакт»). Команда «Ентерпрайза» знищує випадково відроджених борґів, але ті встигають послати сигнал, який досягне цілі за 200 років.
Корабель терміново відкликають до Землі через напад на планету невідомого ворога. Нерозпізнаний зонд атакував Землю, спричинивши загибель кількох мільйонів осіб. Арчер дізнається, що за цим стоїть альянс цивілізацій Зінді, котрим маніпулює якась сила з майбутнього. В пошуках Зінді «Ентерпрайз» вирушає до наповненого аномаліями Дельфійського простору.

### Третій сезон
Подорожуючи віддаленим космосом, «Ентерпрайз» зустрічає нові цивілізації, злочинців і союзників. Екіпажеві вдається здійснити кілька диверсій проти Зінді. В альтернативному майбутньому Арчер опиняється в світі, де Землю було знищено Зінді, а залишки людей переховуються. Завдяки його діям минуле змінюється на краще, проте загроза для Землі лишається реальною.
Арчер і Т'Пол з допомогою Деніелса подорожують на Землю 2004 року, щоб завадити планам Зінді. Команда «Ентерпрайза» виявляє в Дельфійському просторі загадкові сфери, що й створюють аномалії. Вона вислідковує будівництво зброї проти землян, проте перешкодити йому не вдається. Арчер стикається з Радою Зінді та розуміє, що нею маніпулюють Будівельники Сфер — істоти з інших вимірів, які прагнуть завоювати звичайний простір, та є учасниками «часової холодної війни».
Об'єднавшись з кількома фракціями Зінді, «Ентерпрайз» затримує запуск зброї у бік Землі. Арчер очолює команду, що проникає всередину та знищує зброю, після чого руйнує сфери Дельфійського простору. Деніелс повідомляє — саме Арчер стане згодом засновником Федерації Планет. Повернувшись на Землю, екіпаж несподівано опиняється в реальності, де над планетою панують прибульці-нацисти.

### Четвертий сезон
Унаслідок «часової холодної війни» історія змінилася, під час Другої світової війни нацисти об'єдналися з іншопланетянами на'кул і починають вторгнення в США. Команда «Ентерпрайза» допомагає партизанам і розшукує причину зміни історії. Арчер знищує машину часу прибульців, виправляючи хід подій, та повертається з кораблем у свій час.
Тим часом на Землі поширюються ксенофобні настрої. Після атаки Зінді набуває впливу терористична організація «Терра Прайм», очолювана Джоном Пакстоном. Вона вимагає припинити стосунки з іншопланетянами, щоб убезпечити людство від загроз. Серія терактів напружує стосунки між людьми та вулканцями. В цей час вулканці конфліктують з андоріанами й телларитами. Арчер намагається примирити їх, поки ромуланці здійснюють інтриги та диверсії проти вулканців з метою ослабити їх і розширити свої володіння. В цей же час у паралельному «дзеркальному всесвіті» капітан і його команда повстають проти жорстокої Терранської імперії, в результаті чого стається зміна влади.
Пакстон захоплює на Марсі установку, котру погрожує використати як зброю проти Землі, якщо всі іншопланетяни не покинуть Сонячну систему. Він показує існування гібрида людини з вулканцем — дівчинки Елізабет, створеного на основі ДНК Такера і Т'Пол. Арчер розкриває, що хоча Пакстон використовує дитину як приклад расової нечистоти, він сам користується вулканськими технологіями для свого лікування. «Ентерпрайз» не дає здійснити постріл зі зброї та віддає Пакстона під суд. Елізабет через недоліки його технологій помирає, проте останні події спонукають людей, вулканців, андоріанів і телларитів об'єднатися задля кращого майбутнього.
В останньому епізоді в 2370-му році Вільям Райкер і Діана Трой (персонажі «Зоряний шлях: Наступне покоління») на борту «Ентерпрайза-D» відвідують симуляцію останньої місії «Ентерпрайза NX-01». Арчер готується до промови на церемонії проголошення Коаліції Планет 2155-го року — попередниці Федерації Планет.

## Список персонажів
| Герой                   | Звання                                | Актор             | Посада                                |
| Джонатан Арчер          | Капітан                               | Скотт Бакула      | Командир зорельота «NX-01 Ентерпрайз» |
| Т'Пол                   | Субкоммандер (у вулканській ієрархії) | Джолін Блелок     | Перший офіцер і офіцер з науки        |
| Чарльз «Тріп» Такер III | Коммандер                             | Коннор Тріннір    | Головний інженер                      |
| Малькольм Рід           | Лейтенант                             | Домінік Кітінг    | Офіцер з тактики                      |
| Хоші Сато               | Енсін                                 | Лінда Пак         | Офіцер зв'язку                        |
| Тревіс Мейвізер         | Енсін                                 | Ентоні Монтгомері | Кермовий                              |
| Флокс                   | Доктор                                | Джон Біллінгслі   | Головний лікар                        |

## Сезони
| Сезон | Епізоди | Епізоди | Оригінальний показ | Оригінальний показ |
| Сезон | Епізоди | Епізоди | Перший показ       | Останній показ     |
| ----- | ------- | ------- | ------------------ | ------------------ |
| 1     | 26      | 26      | 26 вересня 2001    | 22 травня 2002     |
| 2     | 26      | 26      | 18 вересня 2002    | 21 травня 2003     |
| 3     | 24      | 24      | 10 вересня 2003    | 26 травня 2004     |
| 4     | 22      | 22      | 8 жовтня 2004      | 13 травня 2005     |

## Оцінки й відгуки
Серіал зібрав 55 % схвальних рецензій критиків на агрегаторі Rotten Tomatoes і 79 % від пересічних глядачів. Найвищі оцінки отримали 1-й та 4-й сезони.
Сайтом WhatCulture відзначалося, що серіал мав великі амбіції, проте реалізація стільки ж разів провалювалася, скільки виявлялася успішною. Наприклад, серіал надто віддалився від основ, закладених Джином Родденберрі. Це відбилося як на описі світу й дизайні, так і сюжетах. «Принаймні, протягом перших двох сезонів центральна дія кожного епізоду рухалася капітаном Арчером, який явно робив те, чого єдина розумна особа на кораблі, Т'Пол, сказала йому не робити».
Згідно з Common Sense Media, серіал сміливо досліджує невідому епоху історії «Зоряного шляху», в яку до людей часто ставляться з неприхованою зневагою як до новачків у галактичних подіях. Однак, сюжету часто бракує глибини. «Звільнення його від обтяжливого канону франшизи дає серіалу можливість реагувати на нові ситуації таким чином, що може спонукати глядача задуматися… „Що б зробили Кірк чи Пікард?“».
Аластер Стюарт у Den of Geek зробив висновок, що «Зоряний шлях: Ентерпрайз» був головним конкурентом «Зоряної брами». Та він не дав того відчуття дослідження невідомого, що вдалося забезпечити «Зоряній брамі».

## Факти
- «Ентерпрайз» — перший серіал епопеї «Зоряного Шляху», знятий в «широкому форматі» 16:9.
- Скотт Бакула (капітан Арчер), Джолін Блелок (Т'Пол) і Коннор Тріннір (Такер) — єдині актори, які брали участь у всіх серіях.
- Зірки серіалу «Зоряний шлях: Наступне покоління» ЛеВар Бертон і Майкл Дорн, а також актори серіалу «Зоряний шлях: Вояджер» Роксанна Доусон і Роберт Дункан Макнейл виступили в ролі режисерів деяких серій «Ентерпрайза».
- Префікс «NX» у бортовому номері зорельота «Ентерпрайз» збігається з префіксом бортового номера аероплана Spirit of St. Louis, який в 1927 перетнув Атлантику.
- «Ентерпрайз» — перший серіал епопеї «Зоряного Шляху», де як головна музична композиція звучить не написана для серіалу тема, а самостійна композиція: пісня Рассела Вотсона[en] «Faith of the Heart».
- У третьому сезоні серіалу, у серії «Забуте» (3.20), і в четвертому сезоні, у серії «Лихо» (4.15), в ролі інженера Енсіна Ріверса (англ. Ensign Rivers) знімався мультиплікатор Сет Макфарлейн, творець мультсеріалу «Гріффіни» і великий шанувальник серіалу «Зоряний шлях».